# Condado de Melguelh
Condado de Septimania en el sur de Francia cuyo centro era el castillo de Melguelh (nombre en occitano, siendo conocido en francés como Melgueil y antiguamente Magalona). Sus soberanos se titulaban condes de Melguelh o bien condes de Substancion, debido a que la ciudad de este nombre había sustituido como sede de los obispos a Melguelh o Magalona tras la destrucción de la misma por Carlos Martel.
En la época visigoda ya se mencionan dos obispos de Magalona (Boetius en el 589) y Gumildo en el 673.
Los primeros condes de los que hay constancia son del siglo VIII. Magalona fue un obispado y un condado visigodo que en 752 se sometió a Carlos Martel cuando era conde Aigulfo, padre del famoso san Benito de Aniane. Le sucedió su hijo Amico y a éste su hijo Roberto. En cuanto a los obispos ya en el 589 se conoce un primer obispo en Magalona de nombre Boecio.
Después del 878 la antigua estirpe local habría recuperado el poder (si es que nunca lo había perdido realmente) y llevaron el título de condes de Substancion. Guillemona es la primera condesa mencionada en el cartulario condal. En el siglo siguiente la ciudad de Magalona fue reconstruida y el título de condes de Substancion se abandonó en favor del nombre occitano de la nueva Magalona o Mauguio, que derivó en Melguer (en francés: Melgue(i)).
El conde Pedro I se casó hacia 1063 con Almodis, hija del conde de Tolosa Ponce III, y en 1085 decidió ceder la soberanía feudal del condado y del Obispado de Magalona al Papa Gregorio VII. Sus sucesores no reconocieron está soberanía feudal. Pedro I dejó tres hijos: Ponce (Abad de Cluny), Adelaida (madre de Pedro de Puei, gran Maestre de los Hospitalarios) y Ramón II. 
Este último tuvo como sucesor a su hijo Bernardo IV quien sostuvo un conflicto armado con su cuñado Guillermo VI señor de Montpellier y finalmente se hizo monje en el Velay. Dejó dos hijas, Guillerma, que se supone es la esposa de Ramón Folc II vizconde de Cardona, y Beatriz de Melguelh, la heredera, que quedó bajo tutela de su tío Guillermo VI de Montpellier quien concertó su enlace con el conde Berenguer Ramón I de Provenza; ante esto el conde Alfonso I de Tolosa, que aspiraba a la regencia, declaró la guerra a Montpellier, pero se llegó a un acuerdo de corregencia. Guillermo VI, antes de que Beatriz llegara a la mayoría de edad, la casó como estaba previsto con el conde de Provenza (1135) pero el conde murió en 1144 y Beatriz se casó en segundas nupcias con Bernardo Palet, señor de Ales (Bernardo V de Melguelh), quien murió en 1170. 
Beatriz había tenido del primer matrimonio con Ramón Berenguer I, un hijo, Ramón Berenguer III de Provenza, al que al recibir el condado de Provenza asoció al gobierno, del que nunca se ocupó, que aportó un extenso patrimonio a la casa de Barcelona). Este conde fue el padre de Dulce II de Provenza, condesa en 1166-1167 hasta que Alfonso el Casto se apoderó. El conde murió en 1166 y la experiencia de asociación en Melguèlh fue considerada negativa; Beatriz decidió casar a su hija mayor Ermesenda Palet (de su segundo matrimonio) con Pedro Bermon de Sauva, señor de Anduze, y confiar al matrimonio el gobierno del condado, el que efectivamente se llevó a cabo en 1170, pero Pedro Bermon murió en 1172 y entonces un hijo menor de Beatriz, Bertran I, que era el heredero legítimo desde 1166 y ya se titulaba conde, reclamó sus derechos y se alió con Guillermo VII de Montpellier al que cedió una parte de sus posesiones y en 1172 se declaró vasallo del rey Alfonso II Aragón y conde de Barcelona y le cedió el condado en presencia del conde de Pallars, y los nobles de Melguerel juraron fidelidad al rey. Beatriz reaccionó airada, declaró desheredado a su hijo Bertran y nombró herederas por mitad a su hija Ermesenda y a su nieta Dulce. Muchos nobles acataron la decisión de la condesa titular y Ermesenda fue casada en 1173 con el heredero de Tolosa, el futuro conde Raimundo VI de Tolosa (en realidad Ramón VIII de Toulouse después del descubrimiento de dos condes antes desconocidos de nombre Ramón) y se estableció que después de la muerte de Beatriz el condado de Melguell o Melgueil quedaría unido a Tolosa, como así fue después de 1190.
Con las guerras albigenses fue ocupado por Simón de Montfort y quedó unido a las posesiones de la Corona francesa, lo que fue confirmado en 1215. Los reyes franceses confirieron el feudo de Melgueil a los Obispos de Magalona.
Lista de condes:
- Aigulfo I c. 750
- Amico I ? -778 (hijo del anterior)
- Roberto I 778-?
- Adolfo I ?-?
- Ernesto I ?-?
- Eberardo I ? -812
- ??? 812-880 (varios condes desconocidos)
- Guillermona c. 880-920 (casada con Roberto de Magalona)
- Bernardo I c. 920-930 (hijo de Guillermona)
- Berenguer I c. 930-950 (hijo del anterior)
- Bernardo II c. 950-988 (hijo del anterior)
- ??? c. 988-989 (hijo del anterior, nombre desconocido)
- Bernardo III c. 989-1055 (hijo del anterior)
- Ramón I c. 1055-1079 (hijo del anterior)
- Pedro I 1079-? (hijo de anterior)
- Ramón II ?-1120 (hijo del anterior)
- Bernardo IV 1120-? (hijo del anterior)
- Beatriz c. 1130-1190 (hija del anterior)
- Guillermo 1130-1135 (regente, señor de Montpellier)
- Berenguer Ramón I 1135-1144 (esposo de Beatriz, conde de Provenza)
- Bernardo V Pelet 1146-1170 (segundo esposo de Beatriz, señor de Ales)
- Ramón Berenguer I 1170-1190 (hijo de Batriz, asociado 1170; conde de Provenza)
- Ermesenda 1170-1190 (hija de Beatriz, heredera 1170; la mitad 1172-73)
- Pedro Bermon 1170-1172 (esposo de Ermesenda, señor de Anduze)
- Bertran I 1172 (hijo de Beatriz, hermano de Ermesenda)
- Alfonso I de Aragón 1172 (por cesión de Beltrán I)
- Dulce de Provenza 1172-1173 (hija de Ramón Berenguer I; la mitad del condado)
- Ramón IV 1173-1190 (Ramón VI de Tolosa, segundo esposo de Ermesenda; todo)

- Datos: Q115433754